# Rukn ad-Din Churschah
Rukn ad-Din Churschah (arabisch-persisch رکن الدین خورشاه, DMG Rukn ad-Dīn Ḫūršāh; * 1230; † 1257) war der 27. Imam der Schia der Nizari-Ismailiten und der achte und letzte Herrscher von Alamut.
Von seinem wahnsinnigen Vater Ala ad-Din Muhammad wurde Churschah oft öffentlich misshandelt. Als der Vater am 1. Dezember 1255 ermordet wurde, lag er selbst krank darnieder, doch soll Gerüchten zufolge der Mörder in seinem Einvernehmen gehandelt haben. Churschah distanzierte sich öffentlich von der Tat, indem er den Mörder und einige Mitglieder aus dessen Familie hinrichten ließ; dennoch wurde er von zeitgenössischen Chronisten der Mitwisserschaft bezichtigt. 

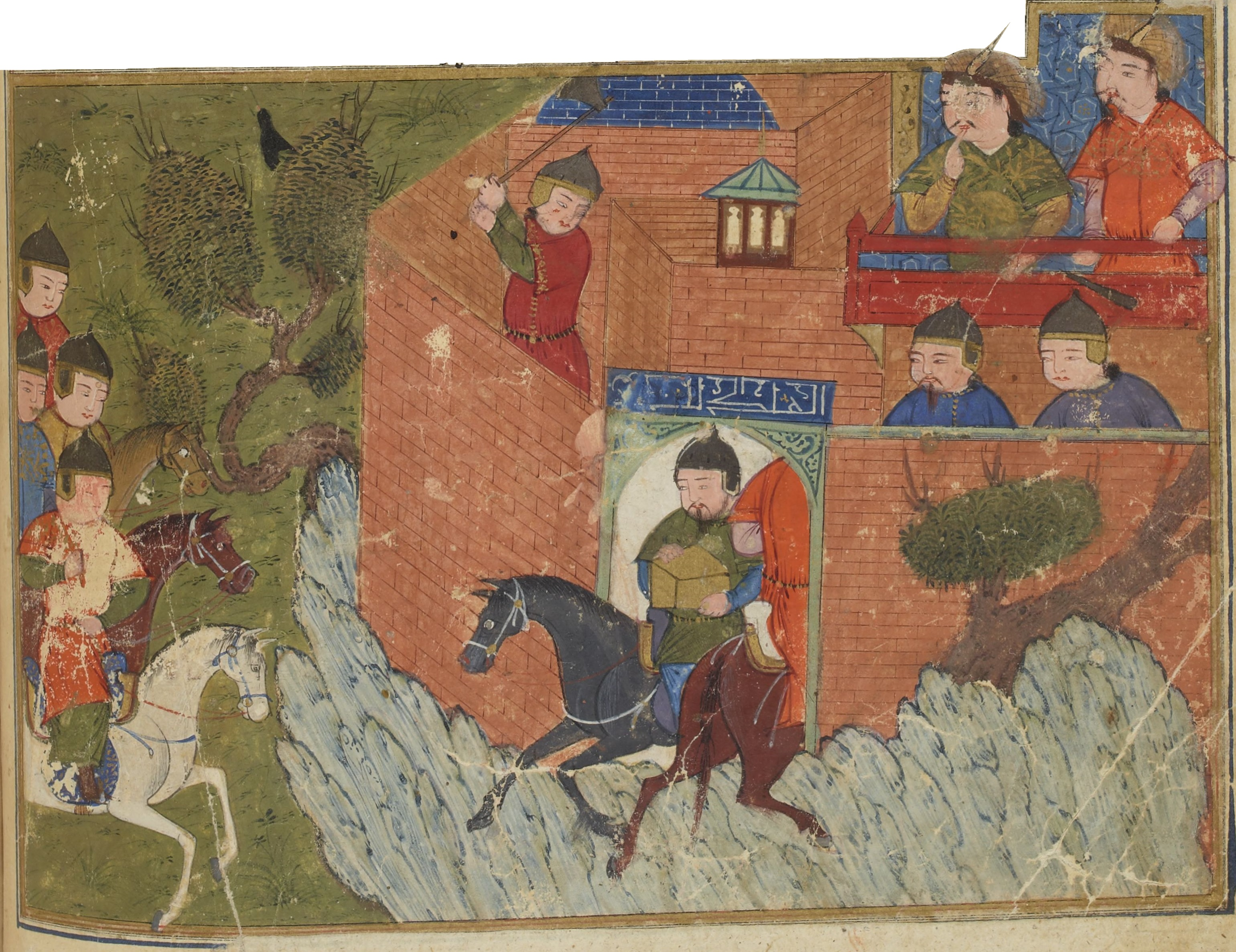
Die Mongolen besetzten Alamut. Darstellung aus einer Ausgabe der Dschami' at-tawarich des Raschīd ad-Dīn aus dem 15. Jahrhundert.

Nach der Übernahme der Herrschaft auf Alamut ließ er mehrere Aufforderungen seitens der Mongolen zum persönlichen Erscheinen vor Möngke Khan unbeachtet, um dem geforderten Kotau zu entgehen. Stattdessen entsandte er seinen Sohn Schams in das Jurtenlager des Hülegü, dem zum Herrscher von Persien ernannten Bruder des Großkhans, doch wurde dies nicht als Geste der Unterwerfung aufgefasst. Nachdem Churschah ein letztes Ultimatum verstreichen ließ, marschierte Hülegü mit seiner gewaltigen Streitmacht zu Novemberbeginn 1256 in den nordpersischen Raum vor. Erst nachdem Churschah seine hoffnungslose Unterlegenheit erkannt hatte, begab er sich persönlich mit vielen Familienmitgliedern zu Hülegü, um sich ihm zu unterwerfen. Dies geschah am letzten Tag des Monats Schauwāl 654 AH (19. November 1256), nach dem islamischen Kalender auf den Tag genau ein Jahr nach der Ermordung seines Vaters. Auf Befehl des Hülegü war Churschah nun gezwungen, mit seiner Garnison Alamut aufzugeben, worauf die Mongolen im Dezember 1256 die Burg schleiften und ihre umfassende Bibliothek verbrannten.
Damit endete die Herrschaft der Ismailiten in Nordpersien nach fast einhundertsiebzig Jahren. Lediglich in der Burg Gerdkuh (bei Damghan) konnte die Gemeinschaft noch bis 1270 der mongolischen Macht Widerstand leisten. Churschah selbst verblieb zunächst im Gefolge des Hülegü, bis er schließlich mit mehreren Familienmitgliedern am 9. März 1257 von Hamadan aus zum Jurtenlager des Großkhans in die Mongolei eskortiert wurde. Der Jassa gemäß wurden er und mit ihm seine Angehörigen hier von Hinterbliebenen der Opfer der Assassinen als Vergeltung für die Taten seiner Vorväter hingerichtet. Wenigstens ein Sohn von Churschah, Schams († 1310), konnte diesem Massaker entgehen und die Linie der Imame als deren achtundzwanzigerster in Aserbaidschan fortführen. 